# Conacul Rosetti-Tescanu din Tescani

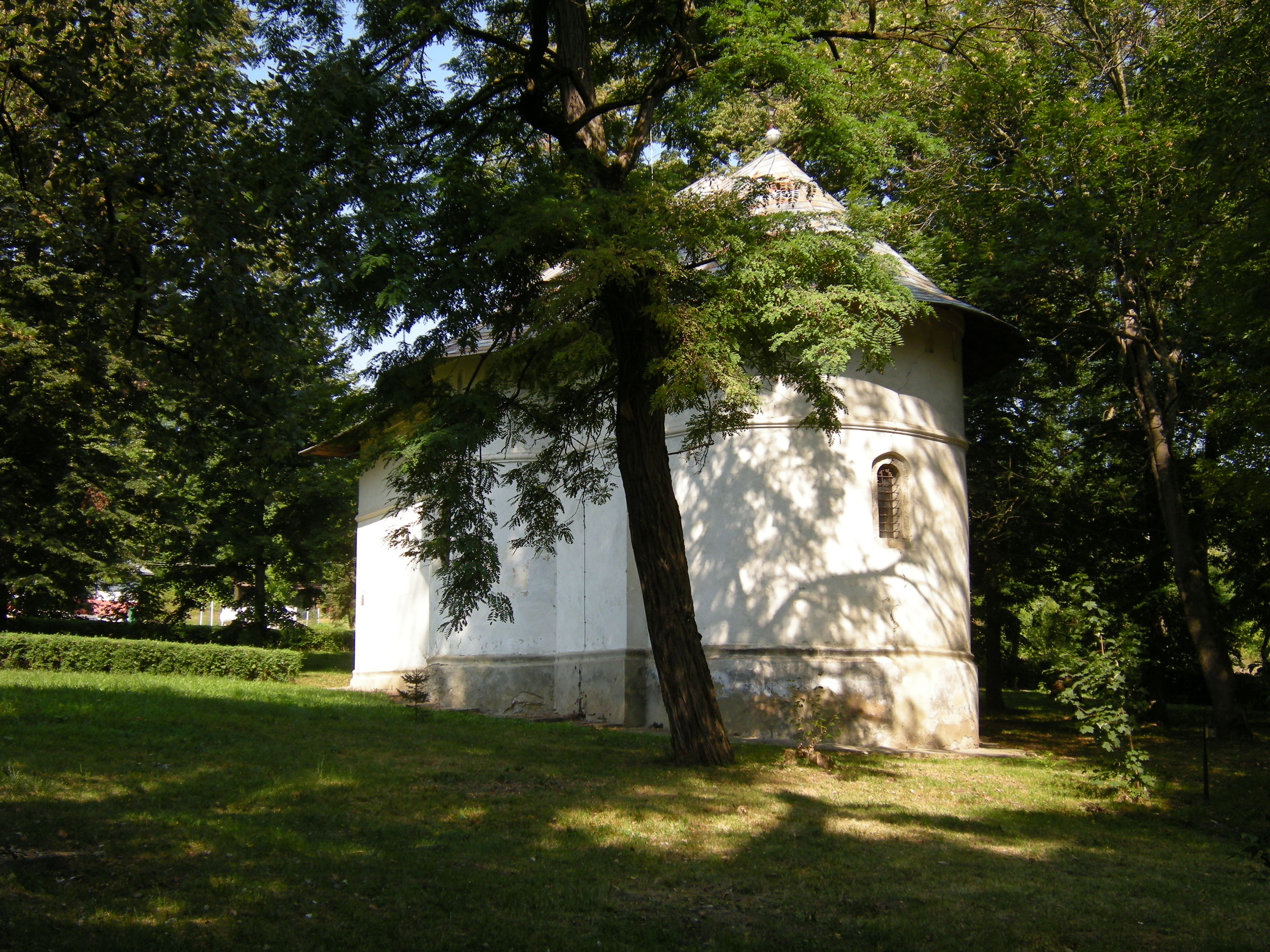
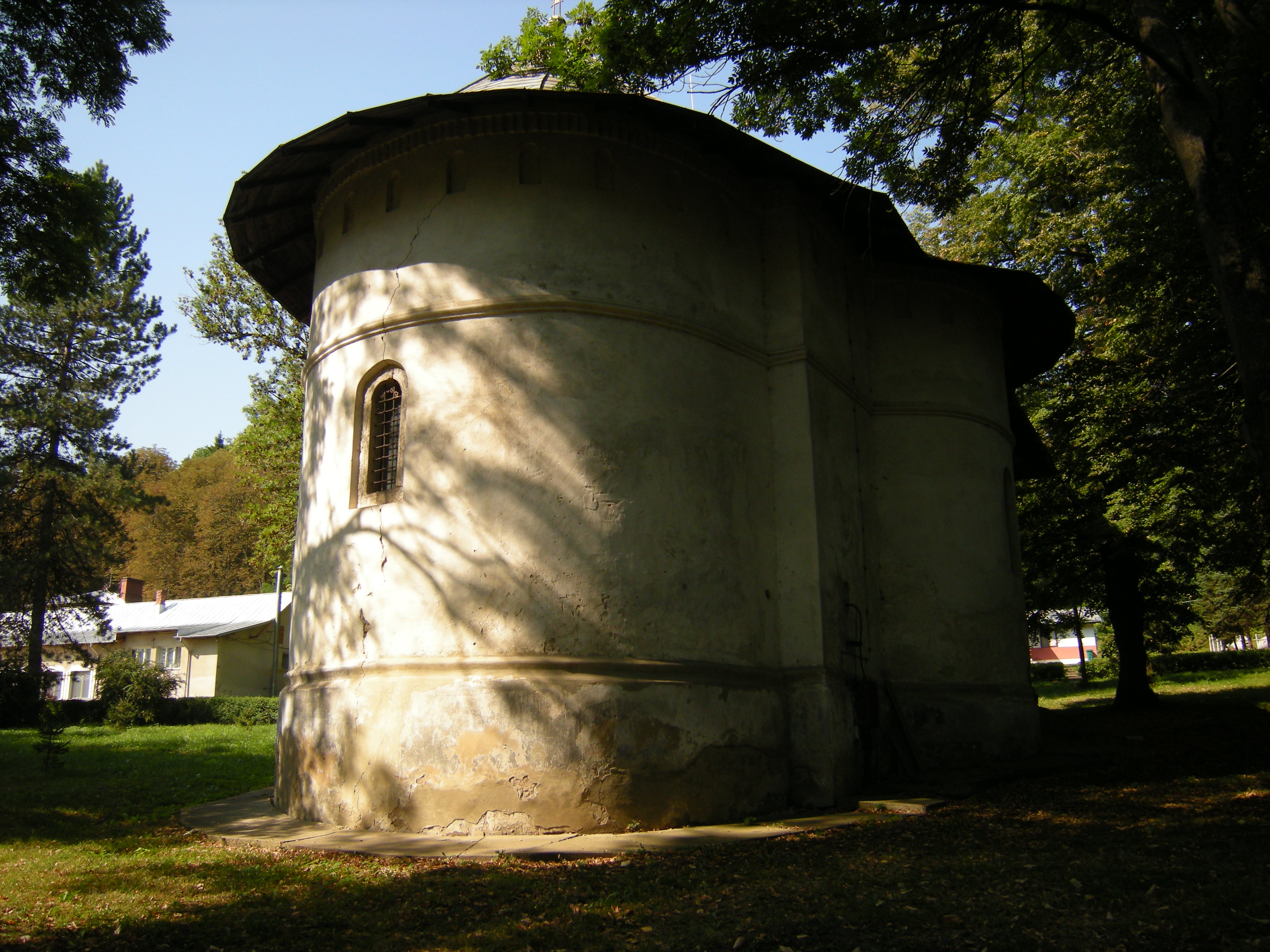
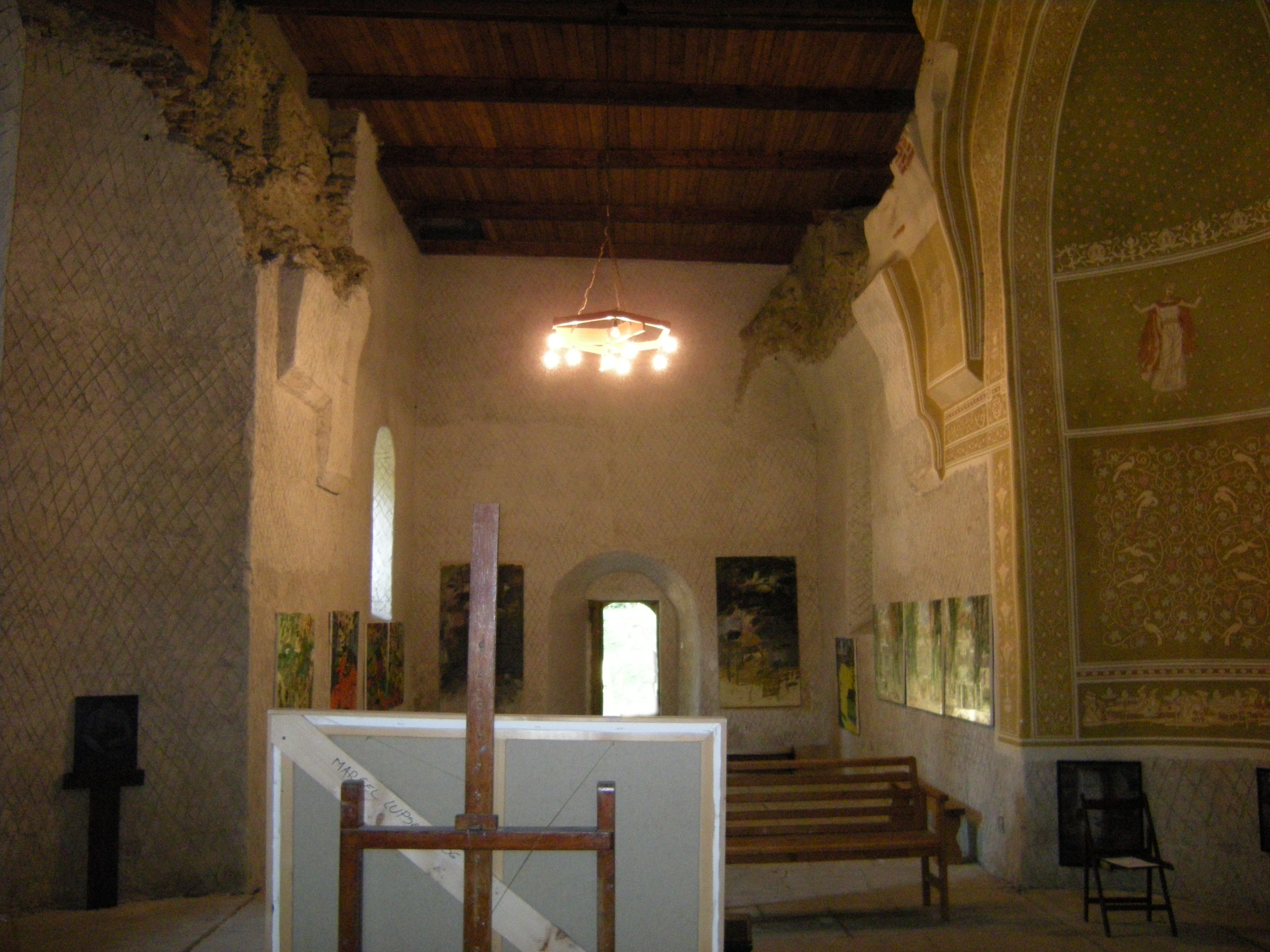

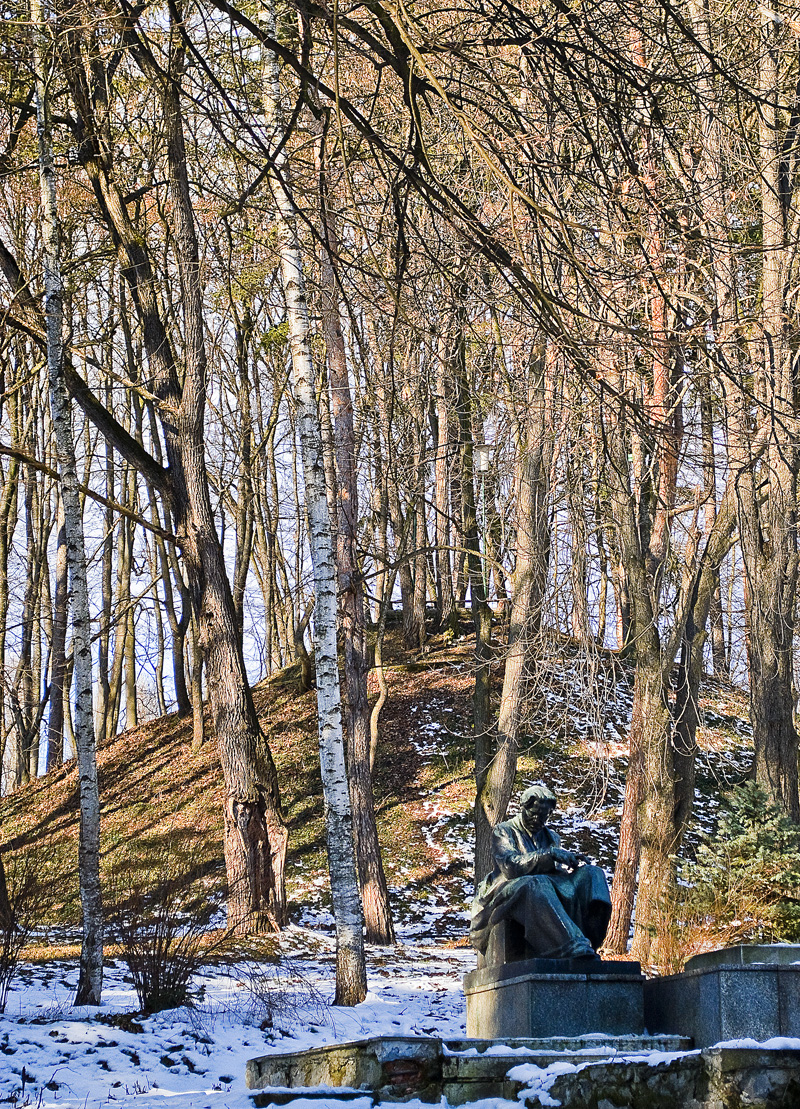
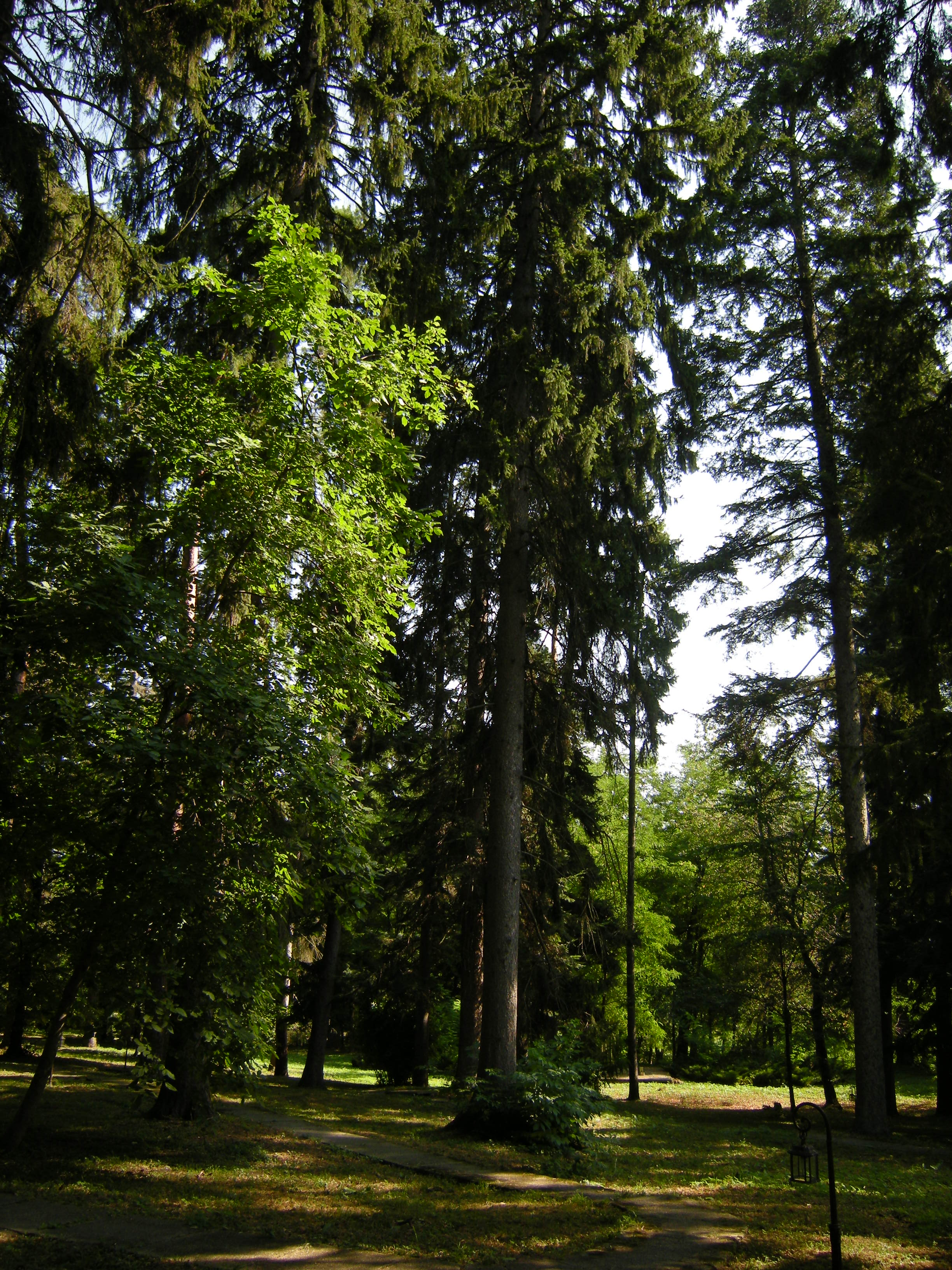
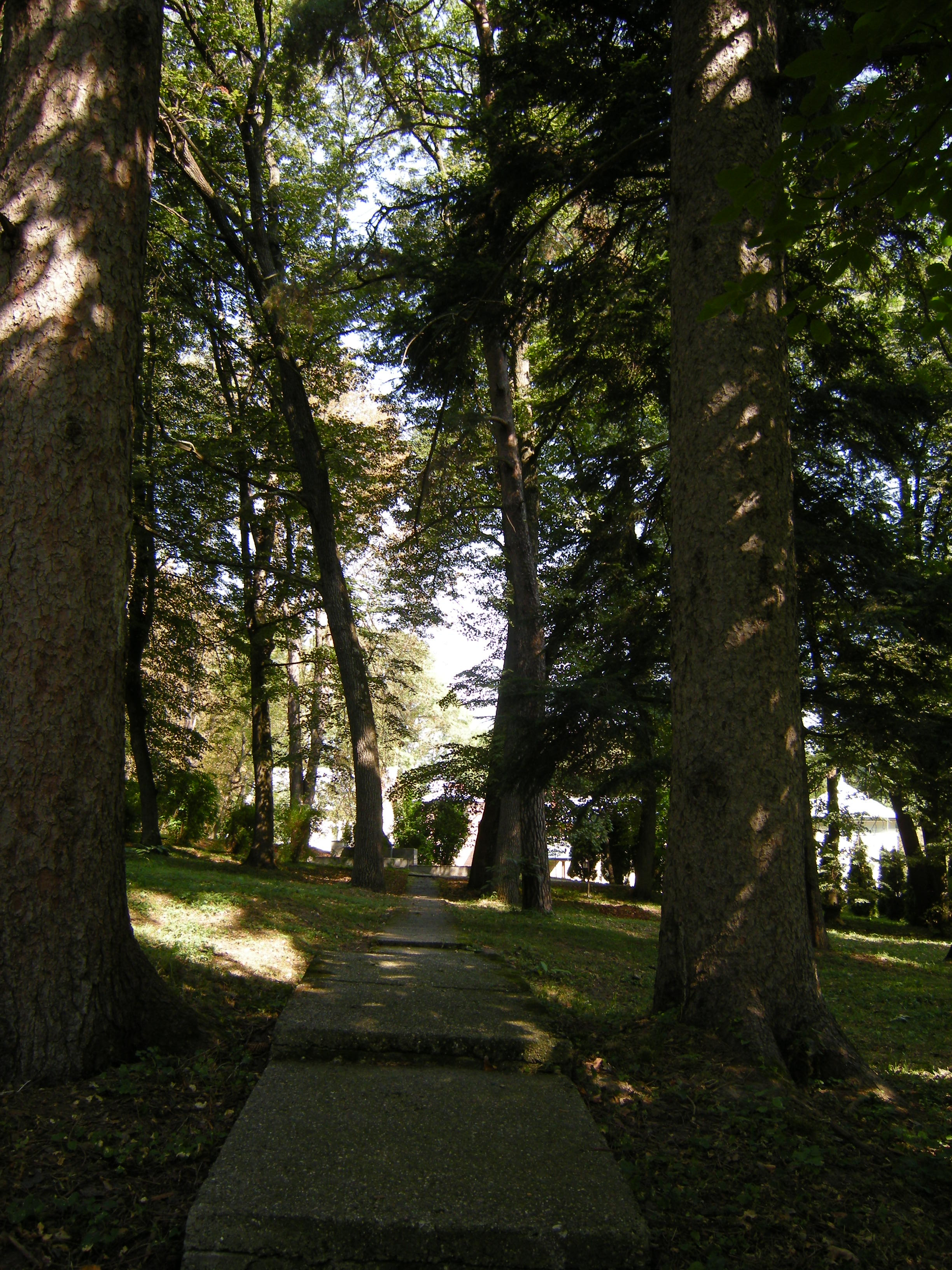

Conacul Rosetti-Tescanu din Tescani este un ansamblu de monumente istorice aflat pe teritoriul satului Tescani; comuna Berești-Tazlău. În Repertoriul Arheologic Național, monumentul apare cu codul 21392.01.
Ansamblul este format din următoarele monumente:
- Casa Rosetti - Tescanu (cod LMI BC-II-m-A-00914.01)
- Biserica „Sf. Gheorghe” (cod LMI BC-II-m-A-00914.02)
- Fabrica de Spirt Rosetti (cod LMI BC-II-m-A-00914.03)

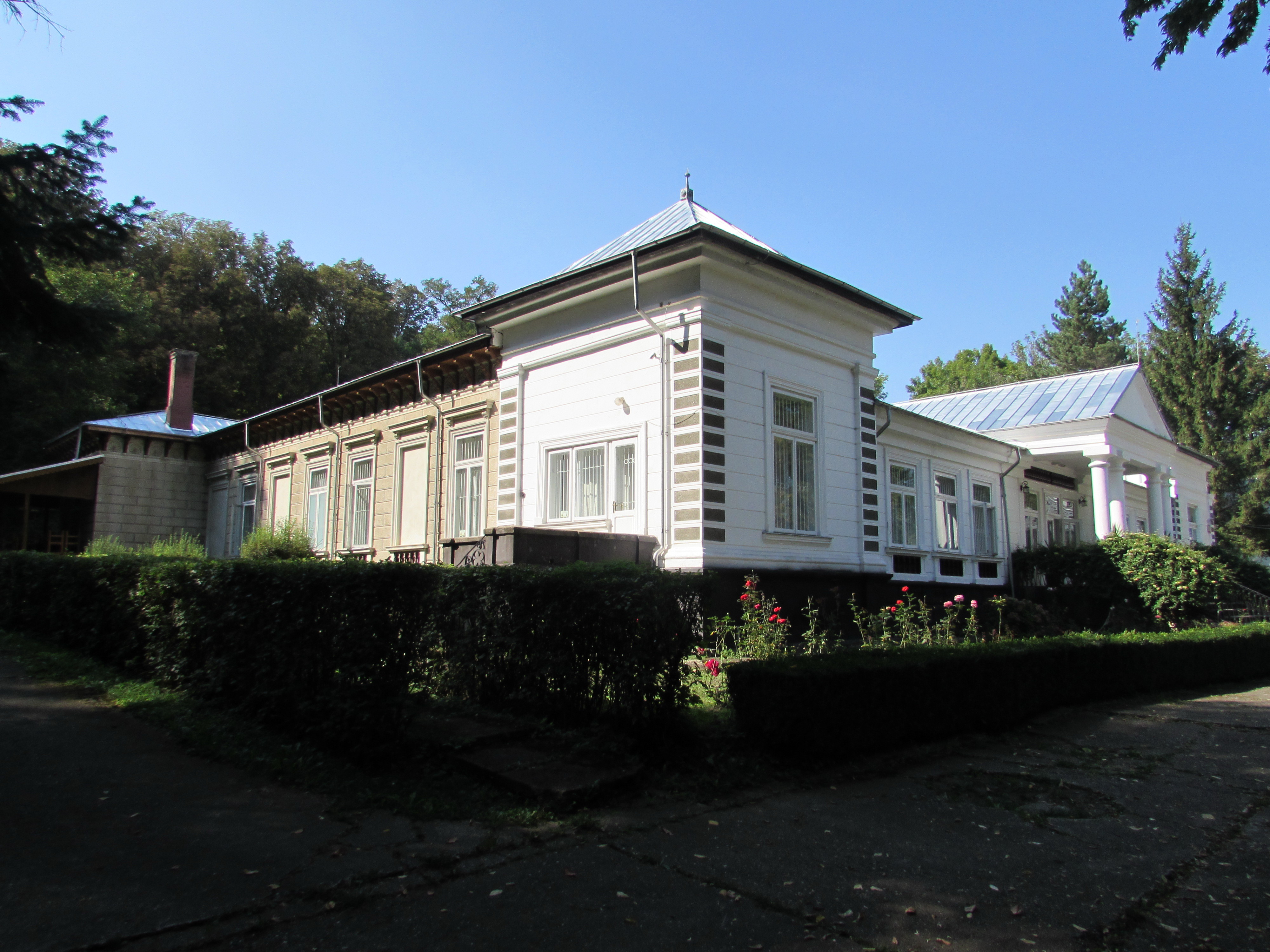
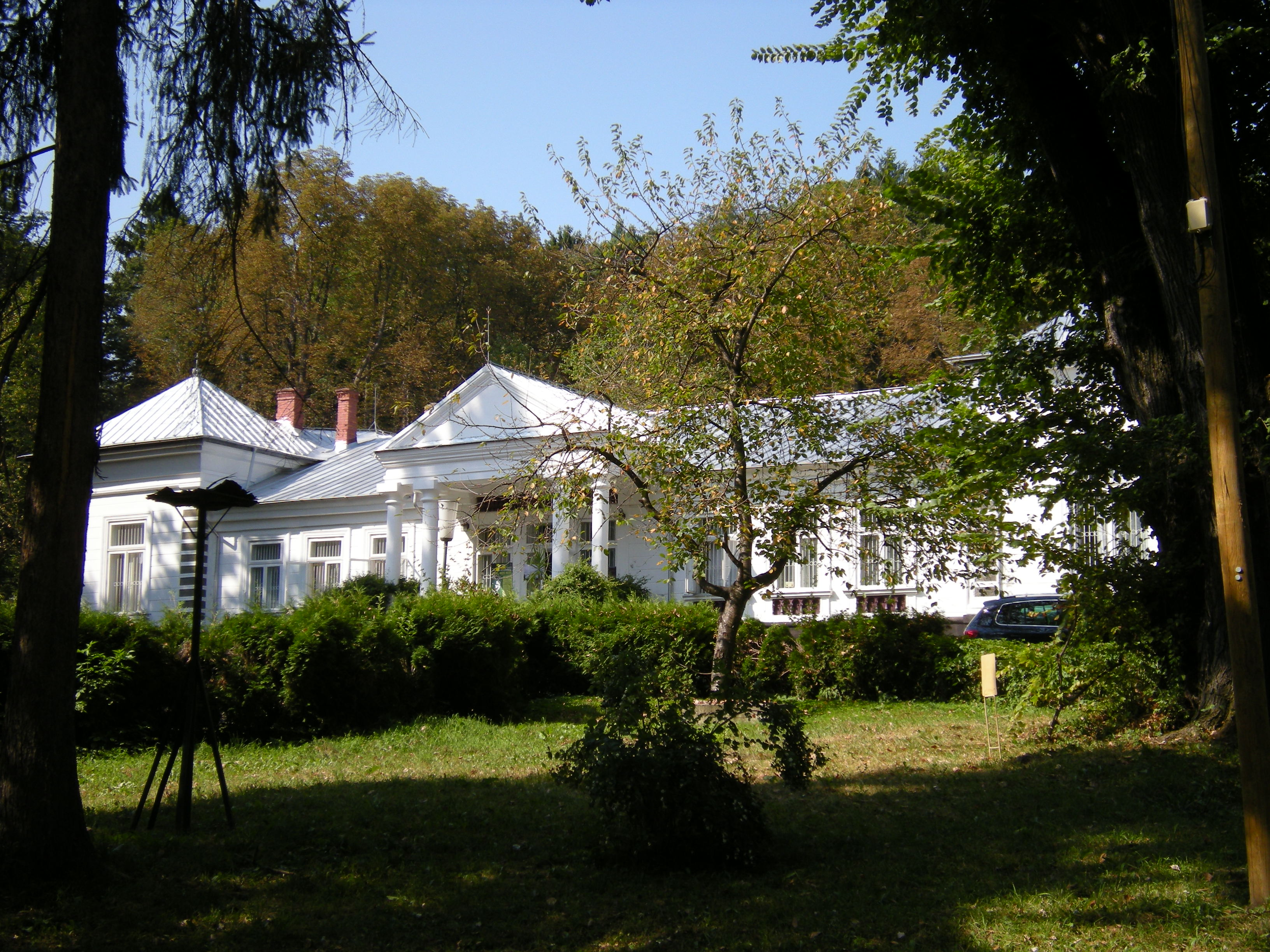
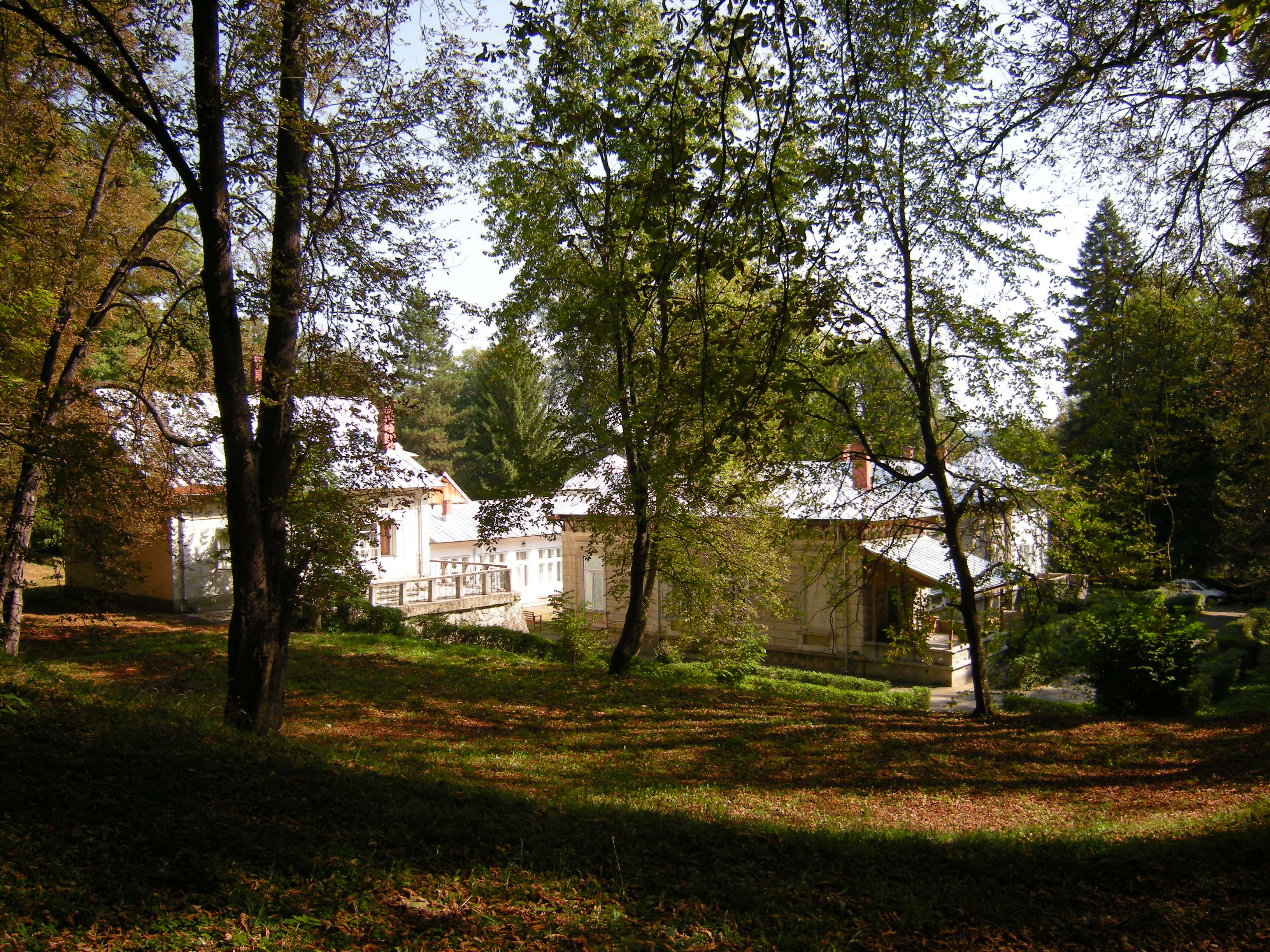

## Vezi și
- Conacul Rosetti-Roznovan de la Lipcani
- Conacul Rosetti-Solescu din Solești